# الجمعية العربية لوقاية النبات
الجمعية العربية لوقاية النبات ((بالإنجليزية: Arab Society for Plant Protection - ASPP)) هي تنظيم علمي مهني غير ربحي يضم علماء وباحثين متخصصين في مجالات وقاية النبات من مختلف الدول العربية وخارجها. تأسست الجمعية بهدف تعزيز البحث العلمي والتعليم والإرشاد في مجال آفات النباتات، وتوفير معلومات علمية موثوقة للقطاعين العام والخاص، ونشر الوعي بأهمية وقاية النبات وتأثير الآفات على النظم البيئية الزراعية والطبيعية.

## التاريخ والتأسيس
انبثقت فكرة تأسيس الجمعية خلال اجتماع لمجموعة من علماء وقاية النبات العرب في مدينة حلب بسوريا عام 1977. تم تسجيل الجمعية رسميًا في بيروت، لبنان عام 1981. تضم الجمعية حاليًا أكثر من 700 عضو ينتمون إلى 17 دولة عربية، بالإضافة إلى أعضاء من دول أخرى مثل إيران، باكستان، تركيا، فرنسا، ألمانيا، اليونان، المملكة المتحدة، والولايات المتحدة الأمريكية.

## الأهداف والمهام
تسعى الجمعية العربية لوقاية النبات إلى تحقيق الأهداف التالية:
- تعزيز ودعم الأنشطة البحثية والتعليمية والإرشادية المتعلقة بآفات النباتات وأمراضها في الوطن العربي.
- توفير منصة لتبادل الخبرات والمعلومات العلمية بين الباحثين والمختصين في مجال وقاية النبات.
- نشر الوعي بأهمية وقاية النبات ودورها في تحقيق الأمن الغذائي والتنمية الزراعية المستدامة.
- تقديم معلومات علمية دقيقة وموثوقة للجهات الحكومية والخاصة وصناع القرار.
- تشجيع التعاون العلمي بين المؤسسات البحثية والأكاديمية العربية والدولية في مجال وقاية النبات.[1]

## الأنشطة

### المؤتمرات
تنظم الجمعية المؤتمر العربي لعلوم وقاية النبات بشكل دوري، والذي يعد ملتقى علميًا هامًا للباحثين والخبراء في المنطقة لتبادل أحدث المستجدات العلمية والتقنية. عُقد المؤتمر الثالث عشر في مدينة الحمامات بتونس عام 2022، ومن المقرر عقد المؤتمر الرابع عشر في الجزائر عام 2025.

### المنشورات

#### مجلة وقاية النبات العربية
تصدر الجمعية "مجلة وقاية النبات العربية" ((بالإنجليزية: Arab Journal of Plant Protection))، وهي مجلة علمية محكمة ومفتوحة الوصول (Open Access) تنشر الأبحاث الأصيلة في مختلف مجالات وقاية النبات. المجلة مفهرسة في العديد من قواعد البيانات العلمية العالمية المرموقة مثل سكوبس (Scopus)، و CAB Abstracts، و AGRIS، و Google Scholar. تحمل المجلة الرقم الدولي الموحد للدوريات (ISSN) للنسخة المطبوعة: 0255-982X.

#### النشرة الإخبارية لوقاية النبات في البلدان العربية والشرق الأدنى
تصدر الجمعية أيضًا "النشرة الإخبارية لوقاية النبات في البلدان العربية والشرق الأدنى" ((بالإنجليزية: Arab and Near East Plant Protection Newsletter - ANEPPNEL)) بشكل دوري (ثلاث مرات سنوياً). تهدف النشرة إلى نشر أخبار وقاية النبات في المنطقة، ورصد الآفات المستجدة والأعداء الحيوية، وتسليط الضوء على الأبحاث الحديثة وأنشطة الجمعية والمؤسسات المتعاونة مثل منظمة الأغذية والزراعة (الفاو).

## الانتماءات الدولية
الجمعية العربية لوقاية النبات عضو مشارك في عدد من المنظمات والهيئات الدولية المتخصصة، منها:
- الجمعية الدولية لعلوم وقاية النبات ((بالإنجليزية: International Association for the Plant Protection Sciences - IAPPS))
- الجمعية الدولية لأمراض النبات ((بالإنجليزية: International Society for Plant Pathology - ISPP))
- اتحاد أمراض النبات لدول حوض المتوسط ((بالإنجليزية: Mediterranean Phytopathological Union - MPU))[1]

## وصلات خارجية
- الموقع الرسمي للجمعية العربية لوقاية النبات
- مجلة وقاية النبات العربية